# Les Sous-sols du Révolu
Les Sous-sols du Révolu - Extraits du journal d'un expert est une bande dessinée en noir et blanc écrite et dessinée par Marc-Antoine Mathieu parue en 2006.

## Contexte
Un accord établi entre les éditions Futuropolis et celles du Musée du Louvre prévoit que, chaque année, un auteur doit présenter une œuvre artistique revisitant le musée. Pour l'année 2006, c'est à Marc-Antoine Mathieu que revient cette « visite » annuelle.

## Synopsis
Dans les années 1840, un expert du nom d'Eudes le Volumeur est envoyé dans un certain musée du Révolu avec un commis nommé bien curieusement... Léonard pour faire l'inventaire du musée. Certaines parties du journal que tient l'expert seraient regroupées pour former cette bande dessinée.

## Analyse
Cet ouvrage est sans doute l'un des plus aboutis de l'auteur, riche en anagrammes de la formule « Le musée du Louvre » (Le musée du Révolu - Muse, louve du réel - L'Œuvre sème du lu - etc.) et en mises en abyme : dans la 4e vignette de la page 48, la planche vierge représentée est le fac-similé de la page 48 ; la 2e vignette de la page 57 rappelle la pyramide du Louvre, de même que la structure de la planche (l'éclairage...), etc.

## Éditeurs
- Coédition Futuropolis et Musée du Louvre Éditions